# Maligno (filme)
Malignant (bra/prt: Maligno) é um filme de terror americano dirigido por James Wan a partir de um roteiro escrito por Akela Cooper, baseado em uma história original de Wan, Ingrid Bisu e Cooper. É estrelado por Annabelle Wallis, Jake Abel, George Young, Maddie Hasson, Michole Briana White, Jacqueline McKenzie e Mckenna Grace.
Malignant foi lançado nos Estados Unidos em 10 de setembro de 2021, pela Warner Bros. Pictures.

## Enredo
Em 1993, a Dra. Florence Weaver e seus colegas Victor Fields e John Gregory tratam um paciente violento e perturbado chamado Gabriel no Simion Research Hospital, que é capaz de controlar a eletricidade e transmitir seus pensamentos por meio de alto-falantes. Depois que Gabriel mata vários membros da equipe. a Dra. Weaver determina que ele é uma causa perdida e que o "câncer" deve ser removido.
27 anos depois, Madison Lake-Mitchell, uma mulher grávida que mora em Seattle, volta para casa para seu marido abusivo, Derek. Durante uma discussão sobre seus múltiplos abortos anteriores, Derek bate a cabeça de Madison contra a parede, fazendo-a sangrar no ponto de impacto. Depois de se trancar em seu quarto, ela teve o pesadelo de uma pessoa entrando em sua casa e matando Derek. Para horror de Madison, o assassino a ataca logo após ver o cadáver de Derek, deixando-a inconsciente.
Madison acorda em um hospital e é informada por sua irmã, Sydney, que seu bebê não sobreviveu ao ataque. Depois de ser entrevistada pelo detetive de polícia Kekoa Shaw e sua parceira Regina Moss, Madison volta para casa. Madison revela a Sydney que foi adotada aos 8 anos e não tem lembranças de sua vida anterior. O assassino sequestra uma mulher que dirige uma turnê do metrô de Seattle e Madison continua sangrando na nuca. Mais tarde, ela teve outra visão na qual assistia impotente a Dra.Weaver sendo brutalmente espancada pelo assassino.
Durante sua investigação, Shaw e Moss descobrem uma foto de Madison quando criança na casa de Weaver e descobrem que Weaver se especializou em cirurgia reconstrutiva. Madison e Sydney abordam a polícia depois que a primeira tem uma visão do assassino matando o Dr. Fields. O assassino então liga para Madison, revelando-se como Gabriel.
Madison e Sydney visitam sua mãe e descobrem que Gabriel era um amigo imaginário com quem Madison falou durante sua infância, mas também pode ser alguém que ela conheceu antes de sua adoção. Shaw mais tarde encontra uma ligação entre os médicos e Madison escondida nos diários de registro da Dra. Weaver, levando-o a descobrir o assassinato do Dr. Gregory.
Os detetives recrutam um hipnoterapeuta psiquiátrico para desbloquear as memórias de Madison. Madison lembra que seu nome de nascimento é Emily May e que Gabriel quase a levou a matar Sydney no útero. Depois que Sydney nasceu, Madison se esqueceu de Gabriel. A mulher sequestrada foge e cai do sótão da casa de Madison, revelando que Gabriel morava secretamente lá. Acreditando que Madison seja a culpada pelos assassinatos, a polícia a prende enquanto a mulher, revelada ser a mãe biológica de Madison, Serena May, é levada para um hospital próximo.
Sydney visita o hospital Simion, agora abandonado, onde Emily foi tratada e descobre que Gabriel é o irmão gêmeo parasita de Emily, que apareceu como uma criança semiformada nas costas de Emily. Weaver operou Emily e foi capaz de remover o corpo de Gabriel, exceto o cérebro que ele selou dentro do crânio de Emily. Ele permaneceu adormecido até que Derek bateu a cabeça dela contra a parede. Acontece que Gabriel realmente opera o corpo de Madison para trás quando ele assume o controle, explicando seus movimentos não naturais e as marcas de mãos de cabeça para baixo em suas cenas de crime.
Provocado por outras presidiárias na prisão, Gabriel sai do crânio de Madison e assume o controle de seu corpo mais uma vez, massacrando as presidiárias e quase toda a equipe da delegacia antes de ir para o hospital onde Serena está se recuperando de seu cativeiro. Sydney e Shaw interceptam, mas são atacados por Gabriel. Sydney informa a Madison que Gabriel causou seus abortos porque estava se alimentando de seus fetos para ganhar força. Enquanto Gabriel tenta matar Sydney por substituí-lo na vida de Madison, Madison acorda e retoma o controle de seu corpo. Em uma paisagem mental negra, ela subconscientemente prende um Gabriel enfurecido atrás das grades e diz que estará pronta depois que ele prometer escapar um dia. Sem sua influência, Gabriel afunda de volta em sua cabeça.
De volta ao hospital, Madison levanta uma cama de hospital prendendo Sydney e comenta que, embora eles não sejam parentes de sangue, ela sempre a amará como uma irmã. Serena olha feliz, enquanto o zumbido elétrico que acompanhava os ataques de Gabriel pode ser ouvido fracamente.

## Elenco
- Annabelle Wallis como Madison Lake Mitchell/Emily May
  - Mckenna Grace como a jovem Madison Lake/jovem Emily May
- Maddie Hasson como Sydney Lake
- George Young como Detetive Kekoa Shaw
- Michole Briana White como Detetive Regina Moss
- Jean Louisa Kelly como Jane Doe / Serena May
  - Madison Wolfe como a jovem Serena May
- Susanna Thompson como Jeanne Lake
- Jake Abel como Derek Mitchell
- Jacqueline McKenzie como Dra. Florence Weaver
- Christian Clemenson como Dr. Victor Fields
- Amir Aboulela como Dr. Gregory
- Ingrid Bisu como CST Winnie
- Ruben Pla como Oficial Rubin
- Josh Rutgers como o árbitro
- Jon Lee Brody como Oficial Lee
- Dan Ramos como Basco
- Paula Marshall como Beverly
- Zoë Bell como Scorpion
- Ray Chase como Gabriel May (voz)
  - Marina Mazepa como Gabriel May (artista físico)
- Andy Bean como Frank
- Patricia Velásquez como Enfermeira Velásquez

## Produção
Em julho de 2019, foi anunciado que James Wan dirigiria o filme da New Line Cinema a partir de um roteiro de Akela Cooper e JT Petty, baseado em uma história original que ele escreveu ao lado de Ingrid Bisu e atuaria como produtor ao lado de Michael Clear sob o seu estúdio Atomic Monster. Em setembro daquele ano, Wan revelou oficialmente o título como Malignant, com Bloody Disgusting relatando que o filme estaria alinhado com um filme giallo. O fascínio de Bisu por anomalias médicas a levou a ler sobre Edward Mordake, que inspirou o personagem Gabriel.
Em 24 de outubro de 2019, Wan esclareceu que o filme não é baseado em sua graphic novel Malignant Man, afirmando: "Definitivamente não é um filme de super-herói. Malignant é um thriller original que não é baseado em algo existente." Ele citou a influência do cineasta de terror italiano Dario Argento, particularmente seus filmes Tenebrae (1982), [[Phenomena (filme)|Phenomena] (1985) e Trauma (1993).
Em agosto de 2019, Annabelle Wallis, George Young e Jake Abel foram escalados para o filme. Em setembro de 2019, Maddie Hasson, Michole Briana White e Jacqueline McKenzie se juntaram ao elenco do filme. Mckenna Grace foi adicionada ao elenco em março de 2020.
A produção foi iniciada em 24 de setembro de 2019, e concluída em 8 de dezembro de 2019.

## Lançamento
Malignant foi originalmente programado para ser lançado nos Estados Unidos em 14 de agosto de 2020, pela Warner Bros. Pictures, mas devido à pandemia de COVID-19, o filme foi removido do cronograma de lançamento em março de 2020. Como parte de seus planos para todos os seus filmes de 2021, a Warner Bros. também transmitirá Malignant simultaneamente no serviço HBO Max por um período de um mês, após o qual o filme será removido até o período normal de lançamento na mídia doméstica. O filme também foi lançado em vídeo sob demanda por meio de streaming digital em 22 de outubro de 2021 e em Blu-ray e DVD em 30 de novembro de 2021. Foi lançado em 4K em 24 de maio de 2022.

## Recepção

### Visualização do público
De acordo com a Samba TV, o filme foi transmitido por 753.000 lares americanos em seu primeiro fim de semana. No final do primeiro mês, o filme foi assistido em mais de 1,6 milhão de lares americanos.

### Bilheteria
Malignant arrecadou US$ 13,5 milhões nos Estados Unidos e Canadá e US$ 21,5 milhões em outros territórios, totalizando US$ 35 milhões em todo o mundo.
Nos Estados Unidos e no Canadá, Malignant foi projetado para arrecadar $5–9 milhões em 3.500 cinemas em seu fim de semana de estreia. Ele arrecadou $2 milhões no primeiro dia e estreou com $5,6 milhões, terminando em terceiro lugar nas bilheterias. Caiu 51% para $2,7 milhões em seu segundo fim de semana, terminando em quinto.

### Crítica
No agregador de críticas Rotten Tomatoes, que categoriza as opiniões apenas como positivas ou negativas, o filme tem um índice de aprovação de 74% calculado com base em 77 comentários dos críticos que é seguido do consenso: "Maligno não é particularmente assustador, o retorno do diretor James Wan ao terror contém muitas emoções sangrentas — e uma reviravolta memoravelmente maluca." Já no agregador Metacritic, com base em 18 opiniões de críticos que escrevem para a imprensa tradicional, o filme tem uma média ponderada de 51 entre 100, com a indicação de "críticas médias ou mistas". O público pesquisado pelo CinemaScore deu ao filme uma nota média de "C" em uma escala de A + a F, enquanto o PostTrak relatou que 59% do público deu uma pontuação positiva, com 38% dizendo que definitivamente o recomendariam.
Andrew Barker, da Variety, escreveu: "É difícil dizer se um filme tão maluco 'funciona' ou não, mas é impossível não admirar tanto o artesanato quanto o extravagante mau gosto por trás de sua energia arriscada." Meagan Navarro, do Bloody Disgusting, avaliou o filme com 3,5 de 5 e disse: "É bobo, ultrajante e incrível." Josh Millican, do Dread Central, deu ao filme 4 de 5 e chamou-o de "o melhor filme de terror do ano". Michael Gingold, da Rue Morgue, descreveu o filme como tendo "energia WTF", mas criticou a implausibilidade do enredo, dizendo: "Muitas vezes, é difícil saber se Wan e companhia estão brincando ou não." A.A. Dowd do The A.V. Club deu ao filme uma nota B, descrevendo-o como "um creepfest psicodramático maluco que, aqui e ali, vira para uma hilaridade de ação sangrenta, como se Pazuzu tivesse assumido o controle do corpo de um filme do Batman". Charles Bramesco, do The Guardian, deu ao filme uma pontuação de 3 de 5 estrelas, escrevendo: "no meio do caminho... o roteiro muda para um registro agradável de loucura de filme B, mas leva muito dos quase dois -hora de tempo de execução para chegar lá".
Frank Scheck, do The Hollywood Reporter, foi mais crítico, escrevendo: "O filme poderia ter sido escandalosamente divertido se exibisse algum humor ou autoconsciência irônica, mas tudo é tocado de forma tão direta que os espectadores se pegarão rindo não com o filme, mas nisso." Lindsey Bahr, da Associated Press, deu ao filme uma pontuação de 1 de 4 estrelas, descrevendo-o como "simplesmente ridículo" e escrevendo: "Se você precisa ver Malignant, um teatro pode honestamente ser a melhor aposta. Dessa forma, pelo menos você pode ria junto em choque total com seus colegas frequentadores do teatro." Simon Abrams, do RogerEbert.com, também deu ao filme 1 de 4 estrelas, descrevendo-o como "um filme de terror tão longo quanto nada assombroso".